# Лак (містечко, Вісконсин)
Лак (англ. Luck) — місто (англ. town) в США, в окрузі Полк штату Вісконсин. Населення — 979 осіб (2020).

## Демографія
Згідно з переписом 2010 року, у місті мешкало 930 осіб у 384 домогосподарствах у складі 275 родин. Було 480 помешкань
Расовий склад населення:
| - 96,3 % — білих - 0,6 % — корінних американців - 0,6 % — азіатів - 0,2 % — чорних або афроамериканців |

До двох чи більше рас належало 2,0 %. Частка іспаномовних становила 1,8 % від усіх жителів.
За віковим діапазоном населення розподілялося таким чином: 21,3 % — особи молодші 18 років, 63,5 % — особи у віці 18—64 років, 15,2 % — особи у віці 65 років та старші. Медіана віку мешканця становила 46,4 року. На 100 осіб жіночої статі у місті припадало 103,9 чоловіків;  на 100 жінок у віці від 18 років та старших — 104,5 чоловіків також старших 18 років.
Середній дохід на одне домашнє господарство  становив 79 963 долари США (медіана — 64 659), а середній дохід на одну сім'ю — 96 584 долари (медіана — 74 375). Медіана доходів становила 48 500 доларів для чоловіків та 37 125 доларів для жінок. За межею бідності перебувало 8,8 % осіб, у тому числі 9,6 % дітей у віці до 18 років та 4,3 % осіб у віці 65 років та старших.
Цивільне працевлаштоване населення становило 510 осіб. Основні галузі зайнятості: освіта, охорона здоров'я та соціальна допомога — 20,6 %, виробництво — 20,4 %, роздрібна торгівля — 15,1 %.